# Saint-Maurice-lès-Charencey
Saint-Maurice-lès-Charencey är en kommun i departementet Orne i regionen Normandie i nordvästra Frankrike. Kommunen ligger i kantonen Tourouvre som tillhör arrondissementet Mortagne-au-Perche. År 2018 hade Saint-Maurice-lès-Charencey 480 invånare.

## Befolkningsutveckling
Antalet invånare i kommunen Saint-Maurice-lès-Charencey
| Referens: INSEE |